# Clive Brook
Clive Hardman Brook (* 1. Juni 1887 in London; † 17. November 1974 ebenda) war ein britischer Schauspieler.

## Leben
Clive Brook war der Sohn eines Minenbesitzer und einer Opernsängerin. Er arbeitete zunächst in der Versicherungsbranche und als Zeitungsreporter. Nach seinem Militärdienst im Ersten Weltkrieg begann er eine Schauspielkarriere an Bühnen in London. Ab 1920 war er auch für den britischen Film tätig und bereits 1924 kam er zu seinen ersten Rollen in Hollywood. Brook spielte unter anderem in Josef von Sternbergs Unterwelt und trat 1929 als Sherlock Holmes in Basil Deans The Return of Sherlock Holmes vor die Kamera.
Erneut unter Sternberg spielte er 1932 als Partner von Marlene Dietrich in Shanghai-Express sowie die Hauptrolle im oscarprämierten Filmdrama Kavalkade. 1934 kehrte er nach England zurück und war als Struensee in Victor Savilles Mein Herz der Königin zu sehen. Mit der Komödie Ehemann zur Ansicht, die Brook auch inszenierte, beendete er 1943 seine Filmkarriere und wandte sich wieder der Bühne zu. Er kehrte nur noch einmal 20 Jahre später als altehrwürdiger Marquis Gleneyre in John Hustons Die Totenliste  vor die Kamera zurück.
Seine Tochter Faith Brook und sein Sohn Lyndon Brook waren ebenfalls Schauspieler.

## Filmografie
| - 1920: Her Penalty - 1920: Kissing Cup’s Race - 1920: Trent’s Last Case - 1921: The Loudwater Mystery - 1921: The Sheik - 1921: Sonia - 1921: Daniel Deronda - 1921: Vanity Fair - 1921: A Sportman’s Wife - 1921: Christie Johnstone - 1921: Whispering - 1921: A Tale of Two Cities - 1922: Love and a Whirlwind - 1922: The Experiment - 1922: Sir Rupert’s Wife - 1922: A Debt of Honour - 1922: Shirley - 1922: Stable Companions - 1922: Married to a Mormon - 1922: Rigoletto - 1922: The Parson’s Fight - 1922: La Traviata - 1923: Through Fire and Water - 1923: This Freedom - 1923: Out to Win - 1923: The Royal Oak - 1923: Weib gegen Weib (Woman to Woman) - 1923: The White Shadow - 1923: The Reverse of the Medal - 1923: The Money Habit - 1924: The Recoil - 1924: The Wine of Life - 1924: Human Desires/Love’s Bargain - 1924: Ehe in Gefahr (The Passionate Adventure) - 1924: The Mirage - 1924: Christine of the Hungry Heart - 1925: When Love Grows Cold - 1925: Der Weg zur Verdammnis (Playing with Souls) - 1925: The Home Maker - 1925: Seven Sinners - 1925: Der Frauenhasser (The Woman Hater) - 1925: Compromise - 1925: The Pleasure Buyers - 1925: If Marriage Fails - 1925: Déclassée - 1925: Enticement - 1925: Three Faces East - 1926: You Never Know Women - 1926: Why Girls Go Back Home - 1926: The Popular Sin - 1926: For Alimony Only - 1927: Stacheldraht (Barbed Wire) - 1927: Unterwelt (Underworld) - 1927: French Dressing - 1927: Hula | - 1927: Die Teufelstänzerin (The Devil Dancer) - 1927: Artistenliebe (Afraid to Love) - 1928: The Yellow Lily - 1928: Midnight Madness - 1928: Der Schwur des Harry Adams (Forgotten Faces) - 1928: The Perfect Crime - 1929: Interference - 1929: Vier Federn (Four Feathers) - 1929: A Dangerous Woman - 1929: Charming Sinners - 1929: The Return of Sherlock Holmes - 1929: The Laughing Lady - 1930: Sweethearts and Wives - 1930: Paramount-Parade (Paramount on Parade) - 1930: Anybody’s Woman - 1930: Slightly Scarlet - 1931: Scandal Sheet - 1931: East Lynne - 1931: Tarnished Lady - 1931: Tödlicher Nebel (The Ripper Strikes) - 1931: Husband’s Holiday - 1931: Verhängnis eines Tages (24 Hours) - 1931: The Lawyer’s Secret - 1931: Silence - 1932: Shanghai-Express (Shanghai Express) - 1932: Mach mich zum Star (Make Me a Star) - 1932: Sherlock Holmes - 1932: Kavalkade (Cavalcade) - 1932: The Man from Yesterday - 1932: Der Abend des 13. Juni (The Night of June 13) - 1933: Midnight Club - 1933: If I Were Free - 1933: Gallant Lady - 1934: Where Sinners Meet - 1934: Let’s Try Again - 1935: Mein Herz der Königin (The Dictator) - 1935: Dressed to Thrill - 1936: Love in Exile - 1936: The Lonely Road - 1937: Action for Slander - 1938: The Ware Case - 1939: Return to Yesterday - 1940: Convoy - 1941: Freedom Radio - 1941: Breach of Promise - 1943: The Shipbuilders - 1943: The Flemish Farm - 1944: Ehemann zur Ansicht (On Approval) (auch Co-Regie, Drehbuch und Produktion) - 1963: Die Totenliste (The List of Adrian Messenger) |